# Delahaye Type 62

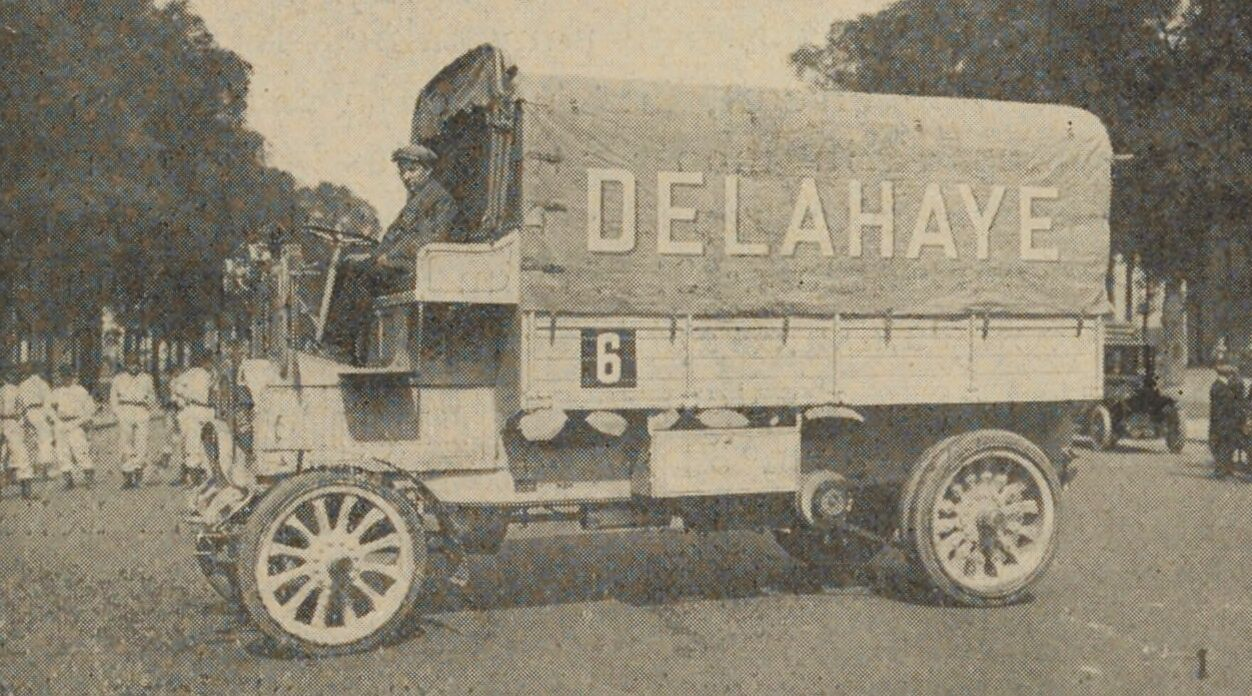
Type 62C.

Der Delahaye Type 62 ist ein frühes Nutzfahrzeug-Modell. Hersteller war Automobiles Delahaye in Frankreich.

## Beschreibung
Das einzige Produktionsjahr war 1913. Die Fahrzeuge haben 3,5 Tonnen Nutzlast. Damit sind sie schwerer als Delahaye Type 63 mit 2,5 Tonnen und Delahaye Type 60 mit 3 Tonnen Nutzlast. Es gab die Ausführungen Type 62 C als Lastkraftwagen und Type 62 OM als Omnibus.
Der Motor leistet 24 PS.
Die Fahrzeuge sind als Frontlenker ausgelegt. Die Omnibusse haben 20 bis 24 Sitzplätze.